# Política da Guiana

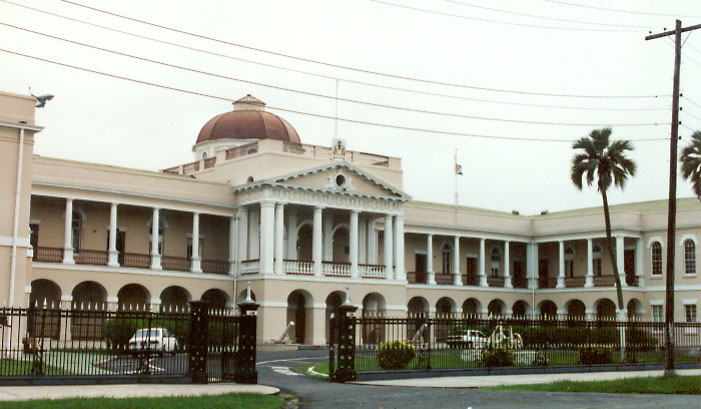
Parlamento da Guiana em Georgetown.

A Guiana é um país da América do Sul, limitado a norte e a leste pelo Oceano Atlântico, a leste pelo Suriname, a sul e oeste pelo Brasil e a oeste pela Venezuela. Sua capital é a cidade de Georgetown.
Todo o terrítório a oeste do Rio Essequibo (quase 60% do país) é reivindicado pela Venezuela como sendo parte de seu território subtraído indevidamente no século XIX pela Inglaterra, então potência colonial que administrava a antiga Guiana Inglesa. A disputa está em moratória. A região é denominada pela Venezuela de Guiana Essequiba.